# Proceedings of the National Academy of Sciences of the United States of America
Proceedings of the National Academy of Sciences of the United States of America, también conocida por sus siglas PNAS, es una revista científica. Publicada semanalmente, es la publicación oficial de la Academia Nacional de Ciencias de Estados Unidos. 
Publicada por primera vez en 1915, aunque la revista cubre las ciencias sociales, biológicas y físicas, su mayor enfoque está en las ciencias biomédicas.
Antiguos directores de la revista incluyen Raymond Pearl (1918–1940), Robert A. Millikan (1940–1949), Linus Pauling (1950–1955), Wendell M. Stanley (1955–1960) y Saunders Mac Lane (1960–1968).

## Impacto
Según la propia revista, su factor de impacto para 2014 fue 9.674 mientras la versión en línea, PNAS Online, recibe 11,6 millones de visitas al mes (mayo de 2011).

### Métricas de revista
- Web of Science Group : 11.205
- Índice h de Google Scholar: 805
- Scopus: 10.535

Según SCI Journal la revista tiene un factor de impacto para 2022 de 11,205.
Actualmente (2024) ocupa el 6º puesto en el apartado de Ciencias médicas y de la Salud en Google Scholar, con un índice h5 de 268.

## Editores
Las siguientes personas han sido editores en jefe de la revista:
- 1914-1918: Arthur A. Noyes
- 1918-1940: Raymond Pearl
- 1940-1949: Robert A. Millikan
- 1950-1955:[Linus Pauling
- 1955-1960: Wendell Meredith Stanley
- 1960-1968: Saunders Mac Lane
- 1968-1972: John T.Edsall
- 1972-1980: Robert Louis Sinsheimer
- 1980–1984: Daniel E. Koshland, Jr.
- 1985-1988: Maxine Singer
- 1988-1991: Ígor B. Dawid
- 1991-1995: Lawrence Bogorad
- 1995-2006: Nicolás R. Cozzarelli
- 2006-2011: Randy Schekman
- 2011-2017: Inder Verma
- 2018-2019: Natasha Raikhel
- 2019-presente: Mayo Berenbaum

El primer director editorial de la revista fue el matemático Edwin Bidwell Wilson .

## Autocensura
En 2003, en el contexto de la creciente preocupación por la seguridad nacional y, entre otros factores, el bioterrorismo, y en línea con otras publicaciones científicas como Science y Nature, Proceedings Academia Nacional de Ciencias de Estados Unidos, adoptó una política de «continuar monitorizando los trabajos presentados para detectar contenido que podría considerarse inapropiado y que, si fuese publicado, comprometer el bienestar público.»